# Pipino di Herstal
Pipino di Heristal o di Eristallo o di Herstal, detto anche Pipino II oppure Pipino il Giovane (Herstal, 640 circa – Jupille, 16 dicembre 714), fu il maestro di palazzo della Austrasia dal 680 circa, dalla morte di Wulfoaldo, sino alla sua morte. Dapprima difensore dell'autonomia austrasiana contro i maggiordomi di palazzo della Neustria, dopo la battaglia di Tertry, fu il fautore della riunificazione dei regni dei Franchi, sotto il governo di un unico maggiordomo; egli quindi assunse il titolo di dux et princeps Francorum. Inoltre, fu il bisnonno di Carlo Magno.

## Origine

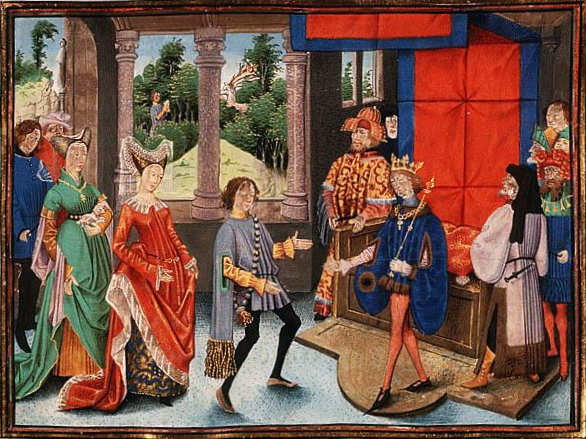
Sant'Uberto di Liegi offre i suoi servizi a Pipino di Heristal.

Era figlio del maggiordomo di palazzo di Austrasia e consigliere di Sigeberto III, Ansegiso (a sua volta figlio del vescovo di Metz Arnolfo e di Doda, figlia del vescovo di Metz, Arnoaldo) e di Begga, figlia di Pipino di Landen (figlio di Carlomanno, maggiordomo di palazzo in Neustria per il re Clotario II), e di sua moglie Itta di Nivelles. Nato dall'unione delle famiglie degli Arnolfingi e dei Pipinidi, da lui discese la dinastia carolingia, che governò e regnò sui Franchi per circa due secoli.

## Biografia
Dopo che le sue famiglie di provenienza erano cadute in disgrazia a seguito del fallito tentativo dello zio Grimoaldo I (fratello maggiore di Begga), di imporre un pipinide (il cugino Childeberto) sul trono di Austrasia, di Pipino II si hanno notizie solo dopo oltre venti anni da quegli avvenimenti, ed è citato dall'anonimo continuatore del cronista Fredegario e da altri cronisti, assieme ad un collega di nome Martino, come successore del deceduto maggiordomo di palazzo del regno di Austrasia, Wulfoaldo. Infatti dopo la morte di Dagoberto II (679) l'Austrasia andò a Teodorico III (già re di Neustria e di Burgundia) che così riunificò il Regno dei Franchi, ma in pratica rimase indipendente, sotto la guida del maggiordomo Wulfoaldo e dopo la sua morte di Martino e Pipino di Herstal.
Dato che molti nobili di Neustria si rifugiavano in Austrasia per sfuggire alle angherie del maggiordomo di palazzo di Neustria e Burgundia, Ebroino, fautore di una politica tesa al consolidamento dell'autorità monarchica, all'accentramento del potere e alla riunificazione dei regni franchi sotto la guida della Neustria, nel 680, Pipino e Martino attaccarono la Neustria, ma fu Ebroino ad avere la meglio nella battaglia di Leucofao, e, dopo aver messo in fuga gli austrasiani, raggiunse Martino e, con un inganno, lo uccise, con tutti i suoi uomini.
Nel 681, Ebroino fu ucciso dal genero di Aega, Ermenefrido, che poi si rifugiò in Austrasia presso Pipino.
Dopo la morte di Ebroino, Teodorico III nominò maggiordomo di Neustria, Warattone, che si rappacificò con Pipino, e quest'ultimo fu riconosciuto maggiordomo di Austrasia, anche dal re dei Franchi, Teodorico III.
Warattone, nel 682, fu esautorato, per alcuni mesi dal proprio figlio, Gislemaro, che ebbe scontri con Pipino e che sconfisse l'esercito austrasiano, dopo averlo colto di sorpresa, ma che, dopo quella battaglia, morì (colpito da Dio esalò il suo cattivissimo spirito) e Warattone rientrò nelle sue funzioni.
A Warattone, nel 686, subentrò Bertario, che manifestò sin dal suo insediamento l'intenzione di riprendere la politica espansionistica di Ebroino, ma scontentando i Neustriani, che andarono in Austrasia per aizzare Pipino di Herstal contro Bertario e la Neustria. Pipino inviò dei messaggeri al re di tutti i Franchi, Teodorico III, affinché intervenisse a favore di coloro che erano perseguitati; ma Teodorico, consigliato dal nuovo maggiordomo di Neustria, Bertario, li trattò con superbia e disprezzo. Venutone a conoscenza, Pipino, anche sollecitato dai profughi, ormai in miseria, radunò l'esercito austrasiano e si diresse verso la Neustria, passando il confine; Teodorico si preparava alla difesa, quando Pipino gli propose di evitare lo scontro, offrendo al suo re oro e argento, ma Teodorico, ancora consigliato da Bertario, rifiutò. 
 Teodorico III, nel 687, nella battaglia di Textricio, sul fiume Somme, vicino a Vermand, venne sconfitto da Pipino, che lo costrinse alla fuga assieme a Bertario e Pipino sottomise la Neustria.
Non molto tempo dopo, nel 688, Bertario fu ucciso dai suoi falsi amici su istigazione della suocera, Ansfida.
Subito dopo Pipino, catturato Teodorico col tesoro reale, ottenne anche l'investitura a maggiordomo di Neustria, divenendo l'unico maggiordomo di palazzo di tutti i Franchi e prese il titolo di dux et princeps dei Franchi (duca e principe dei Franchi), mentre Teodorico III restava re di tutti i Franchi.
Nel 689 sconfisse, per la prima volta il re di Frisia, Redbaldo, respingendolo a nord del Reno, e dopo altre battaglie, l'ultima delle quali, nel 696 circa, sottomise la parte occidentale della Frisia ciò permise a Pipino di tornare in Austrasia con molto bottino. Inoltre, collaborò con san Villibrordo all'evangelizzazione, voluta da papa Sergio I, di quelle terre (ancora pagane) e alla creazione della diocesi di Utrecht.
Teodorico III morì tra la fine del 690 e l'inizio del 691, dopo 17 anni di regno e gli succedette il figlio Clodoveo.
Dopo quattro anni di regno, nel 694, Clodoveo IV morì ed il fratello, Childeberto si insediò sul trono.
In quello stesso anno, il suo primogenito, Drogone, erudito dal padre Pipino divenne duca di Champagne.
Nel 695, Grimoaldo, il secondogenito di Pipino, dal re, Childeberto III, fu nominato maggiordomo di palazzo di Neustria.
Nel 698, morì la madre di Pipino, santa Begga.
Dopo il trionfo sui Frisi, nel 708, il suo primogenito, Drogone, duca di Champagne, colpito da una forte febbre, morì e fu sepolto a Metz e il secondogenito, Grimoaldo, divenne maggiordomo di Burgundia.
In quel periodo Pipino combatté contro gli Svevi e molti popoli e nel 709, Pipino attaccò gli Alemanni, li sconfisse e, nel 710, portò a termine l'operazione, uccidendo molti nemici, acquisendo il controllo anche del ducato degli Alemanni.
Nell'anno della grande inondazione (711), dopo sedici anni di regno, morì Childeberto III e gli succedette il figlio Dagoberto, ancora bambino.
Nel 712, Pipino occupò tutta l'Alemannia
Nel 714, Pipino si trovava a Jupille, sul fiume Mosa, dove si ammalò.
Dopo l'assassinio di suo figlio Grimoaldo, ad opera del frisone Rantgario, collaboratore di Redbaldo, Pipino, regnante Dagoberto III, nominò maggiordomo di Neustria il figlioletto di Grimoaldo, Teodoaldo.

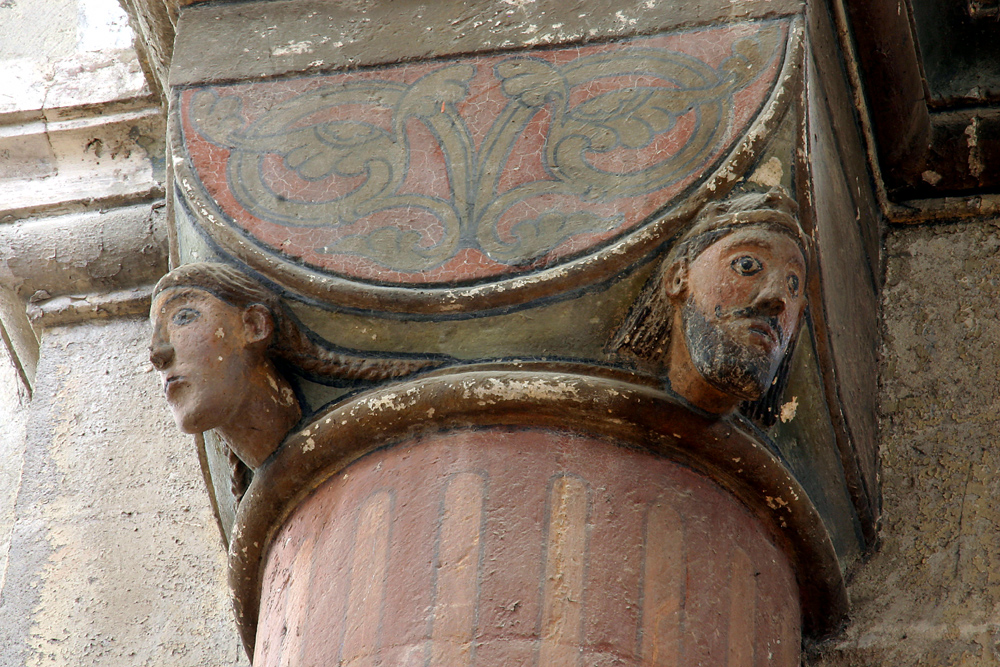
Capitello con le teste di Pipino II e di Plectrude su una colonna della chiesa di san Martino a Colonia

Pipino morì a Jupille, nel dicembre di quello stesso anno dopo aver retto il governo dei Franchi per circa 27 anni di buon governo, regnante Dagoberto III. Gli era sopravvissuto il figlio Carlo.
Dopo la morte di Pipino, la prima moglie Plectrude che, come da desiderio di Pipino, reggeva il governo per conto di Teodoaldo, fece imprigionare il figliastro, Carlo, a Colonia. I Franchi, seguendo un cattivo consiglio, iniziarono una sedizione contro Teodoaldo, dando inizio così a un periodo di turbolenza per il regno, che terminò con la presa di potere di Carlo, che fu soprannominato Martello e che continuò l'opera del padre.

## Matrimoni e discendenza
Attorno al 670, Pipino aveva sposato Plectrude, che l'anonimo continuatore del cronista Fredegario definì nobile e molto assennata e che gli diede due figli:
- Drogone (?- marzo 708), maggiordomo di palazzo di Burgundia[45] e duca di Champagne[32]
- Grimoaldo (?- aprile 714), maggiordomo di palazzo di Neustria ed erede di Pipino.

Poco prima del 690, Pipino si sposò per la seconda volta, in condizione di bigamia, con Alpaide (da alcuni cronisti considerata una concubina) che gli diede un figlio:
- Carlo poi detto Martello (ca. 690- novembre 741), maggiordomo di palazzo di tutti i regni dei Franchi.

Da una concubina di cui non si conoscono né il nome né gli ascendenti, Pipino ebbe un figlio:
- Childebrando, conte di Borgogna e duca di Provenza, che fu uno dei cronisti continuatori di Fredegario, e che da una moglie di cui non si conoscono né il nome né gli ascendenti, ebbe un figlio[48], di nome Nibelungo, che continuò l'opera del padre come cronista continuatore di Fredegario.

## Ascendenza
|                   |   |                  | Genitori            |  |  | Nonni |  |  | Bisnonni |  |  | Trisnonni |  |
|                   |   |                  |                     |  |  |       |  |  | …        |  |  | …         |  |
|                   |   |                  |                     |  |  |       |  |  | …        |  |  | …         |  |
|                   |   | …                |                     |  |  |       |  |  | …        |  |  |           |  |
| Arnolfo di Metz   |   |                  |                     |  |  |       |  |  | …        |  |  |           |  |
|                   |   | …                | …                   |  |  |       |  |  |          |  |  |           |  |
|                   |   | …                | …                   |  |  |       |  |  |          |  |  |           |  |
|                   |   | …                | …                   |  |  |       |  |  |          |  |  |           |  |
| Ansegiso          |   | …                |                     |  |  |       |  |  |          |  |  |           |  |
|                   |   | Arnoaldo di Metz | Ansberto (senatore) |  |  |       |  |  |          |  |  |           |  |
|                   |   | Arnoaldo di Metz | Ansberto (senatore) |  |  |       |  |  |          |  |  |           |  |
|                   |   | Arnoaldo di Metz | Blithilde           |  |  |       |  |  |          |  |  |           |  |
| Doda di Metz      |   | Arnoaldo di Metz |                     |  |  |       |  |  |          |  |  |           |  |
|                   |   | …                | …                   |  |  |       |  |  |          |  |  |           |  |
|                   |   | …                | …                   |  |  |       |  |  |          |  |  |           |  |
|                   |   | …                | …                   |  |  |       |  |  |          |  |  |           |  |
| Pipino di Herstal |   | …                |                     |  |  |       |  |  |          |  |  |           |  |
|                   | … | …                |                     |  |  |       |  |  |          |  |  |           |  |
|                   | … | …                |                     |  |  |       |  |  |          |  |  |           |  |
|                   | … | …                |                     |  |  |       |  |  |          |  |  |           |  |
| Pipino di Landen  | … |                  |                     |  |  |       |  |  |          |  |  |           |  |
|                   |   | …                | …                   |  |  |       |  |  |          |  |  |           |  |
|                   |   | …                | …                   |  |  |       |  |  |          |  |  |           |  |
|                   |   | …                | …                   |  |  |       |  |  |          |  |  |           |  |
| Begga di Andenne  |   | …                |                     |  |  |       |  |  |          |  |  |           |  |
|                   |   | …                | …                   |  |  |       |  |  |          |  |  |           |  |
|                   |   | …                | …                   |  |  |       |  |  |          |  |  |           |  |
|                   |   | …                | …                   |  |  |       |  |  |          |  |  |           |  |
| Itta di Nivelles  |   | …                |                     |  |  |       |  |  |          |  |  |           |  |
|                   |   | …                | …                   |  |  |       |  |  |          |  |  |           |  |
|                   |   | …                | …                   |  |  |       |  |  |          |  |  |           |  |
|                   |   | …                | …                   |  |  |       |  |  |          |  |  |           |  |
|                   |   | …                |                     |  |  |       |  |  |          |  |  |           |  |

### Esplicative
1. ↑  Pipino fu il secondo dei tre Maestri di palazzo della dinastia dei Carolingi a portare questo nome, dopo Pipino di Landen e prima di Pipino il Breve
2. ↑  Il nonno, Pipino di Landen era anche detto Pipino il Vecchio, mentre il nipote era detto Pipino il Breve
3. ↑  Jupille oggi si chiama Jupille-sur-Meuse ed è un quartiere di Liegi
4. ↑  Secondo alcune fonti, era figlia di Ugoberto, siniscalco di Clodoveo III e conte palatino nel 697, e di sant'Erminia, fondatrice e prima badessa del monastero di Oehren, nei pressi di Treviri.

### Fonti primarie
- (LA)  Fredegario, FREDEGARII SCHOLASTICI CHRONICUM CUM SUIS CONTINUATORIBUS, SIVE APPENDIX AD SANCTI GREGORII EPISCOPI TURONENSIS HISTORIAM FRANCORUM.
- (LA) Bernhard von Simson (a cura di), Annales Xantenses, Hannoverae Impensis Bibliopolii Hahniani, 1909.
- (LA)  Annales Marbacenses.
- (LA) Bernhard von Simson (a cura di), Annales Mettenses Priores.
- (LA)  Monumenta Germaniae historica: Regum Francorum genealogiae.
- (LA)  Monumenta Germaniae historica: Domus Carolingicae genealogia.
- (LA)  Monumenta Germaniae historica: Chronicon Moissiacensis.
- (LA) Martin Bouquet e Jean Baptiste Haudiquier et al. (a cura di), Rerum Gallicarum et Francicarum Scriptores. Tomus tertius, Aux dépens des librairies, 1741.

### Letteratura storiografica
- Christian Pfister, La Gallia sotto i Franchi merovingi. Vicende storiche, in Storia del mondo medievale. Vol. I, Cambridge, Cambridge University Press, 1978,  pp. 688-711.